# Lucy Ford: The Atmosphere EP's
Albums de Atmosphere
Headshots: Se7en
(1999) God Loves Ugly
(2002)
Lucy Ford: The Atmosphere EP's est une compilation d'Atmosphere, sortie le 1er février 2001.
Cet album regroupe trois EPs publiés précédemment : The Lucy EP, Ford One et Ford Two.

## Liste des titres
| No  | Titre                                                     | Contient un (des) sample(s) de | Durée |
| --- | --------------------------------------------------------- | --- | ----- |
| 1.  | Between the Lines (Produit par Ant)                       | I Am Love des Jackson 5 Virgo du Cannonball Adderley and Nat Adderley Sextet                                                       | 5:19  |
| 2.  | Like Today (Produit par Ant)                              | Since We Said Goodbye des Counts                                                                                                   | 4:02  |
| 3.  | Tears for the Sheep (Produit par Ant)                     | Cry Like a Baby d'Aretha Franklin                                                                                                  | 2:51  |
| 4.  | Guns and Cigarettes (Produit par Ant)                     | Oh Babe du Cannonball Adderley Quintet Sucker M.C.'s (Krush Groove 1) de Run–D.M.C. Ain't No Half-Steppin' de Big Daddy Kane       | 4:21  |
| 5.  | Don't Ever Fucking Question That (Produit par Ant)        | Just as Long as We Have Love de Wilbert Longmire                                                                                   | 4:17  |
| 6.  | It Goes (Produit par Ant)                                 | Walking With the Blues de Ben Sidran                                                                                               | 4:27  |
| 7.  | If I Was Santa Claus (Produit par Ant)                    | | 3:50  |
| 8.  | Aspiring Sociopath (Produit par Ant)                      | Musique pour cordes, percussion et célesta (Adagio) de Béla Bartók Pour Some Sugar on Me de Def Leppard American Pie de Don McLean | 5:24  |
| 9.  | Free or Dead (Produit par Jel)                            | | 4:46  |
| 10. | Party for the Fight to Write (Produit par Ant)            | Like a Seed de Morgana King Shu Ba Da Du Ma Ma Ma Ma du Steve Miller Band                                                          | 3:53  |
| 11. | Mama Had a Baby and His Head Popped Off (Produit par Ant) | Sensuality (Part 1 & 2) des Isley Brothers                                                                                         | 4:24  |
| 12. | They're All Gonna Laugh @ You (Produit par Jel)           | | 2:04  |
| 13. | Lost and Found (Produit par Jel)                          | | 4:39  |
| 14. | The Woman with the Tattooed Hands (Produit par Ant)       | Blue Sky and Silver Bird de Lamont Dozier                                                                                          | 3:30  |
| 15. | Nothing but Sunshine (Produit par Moodswing9)             | | 5:10  |

| 16. | Homecoming (featuring El-P – Produit par El-P) | Driving Me Backwards de Brian Eno | 4:38 |